# Мёнчин (Люблинское воеводство)
Мёнчин (пол. Miączyn) — деревня в Замойском повете Люблинского воеводства Польши. Административный центр гмины Мёнчин. Находится примерно в 17 км к востоку от центра города Замосць. По данным переписи 2011 года, в деревне проживало 1047 человек.
В 1975—1998 годах деревня входила в состав Замойского воеводства.

## Население
Демографическая структура по состоянию на 31 марта 2011 года:
|         | Всего | До трудоспособного возраста | Трудоспособного возраста | Старше трудоспособного возраста |
| ------- | ----- | --------------------------- | ------------------------ | ------------------------------- |
| Мужчины | 532   | 132                         | 348                      | 52                              |
| Женщины | 515   | 95                          | 300                      | 120                             |
| Всего   | 1047  | 227                         | 648                      | 172                             |